# Belonophago tinanti
Belonophago tinanti är en fiskart som beskrevs av Poll, 1939. Belonophago tinanti ingår i släktet Belonophago och familjen Distichodontidae. IUCN kategoriserar arten globalt som livskraftig. Inga underarter finns listade.